# Большая Речка (Забайкальский край)
Больша́я Ре́чка — село в Красночикойском районе Забайкальского края России. Входит в состав сельского поселения «Черемховское». Основано в 1854 году.

## География
Село находится в юго-западной части Забайкальского края, в пределах правобережной части долины реки Чикой, на правом берегу реки Большая Речка, на расстоянии примерно 87 км (по прямой) к северо-востоку от села Красный Чикой, административного центра района. Абсолютная высота — 872 м над уровнем моря.
Климат
Климат характеризуется как резко континентальный. Средняя температура самого тёплого месяца (июля) составляет 14 — 16 °С (абсолютный максимум — 36 °С). Средняя температура самого холодного месяца (января) — −22 — −26 °С (абсолютный минимум — −53 °С). Годовое количество осадков — 350—500 мм.
Часовой пояс
Село Большая Речка находится в часовой зоне МСК+6. Смещение применяемого времени относительно UTC составляет +9:00.

## Население
| 1926 | 2002 | 2010 | 2021 |
| ---- | ---- | ---- | ---- |
| 29   | ↗714 | ↘8   | ↘4   |

Половой состав
По данным Всероссийской переписи населения 2010 года, в гендерной структуре населения мужчины составляли 62,5 %, женщины — соответственно 37,5 %.
Национальный состав
Согласно результатам переписи 2002 года, в национальной структуре населения русские составляли 100 % из 4 чел.

## Улицы
Уличная сеть села состоит из одной улицы (ул. Центральная).